# 熱塔
熱塔是一種熱帶積雨雲到達大氣，最下層出對流層，並進入同溫層。這些地層被稱為“熱”，因為當水蒸氣凝結成液體並在雲中凍結成冰時，會釋放出大量潛熱。渦度足夠大的熱塔可能會產生旋轉上升氣流；這些被稱為渦旋熱塔在某些情況下，熱塔似乎發展出「超級單體（英語：Supercell）」的特徵，在上升氣流中存在深度和持續的旋轉。熱塔在熱帶氣旋的作用於1958年由喬安妮·辛普深首次提出。熱塔在六十年代主導了熱帶氣象學的討論，現在被認為是熱帶氣旋中空氣上升的主要驅動因素，也是哈德里環流圈的主要組成部分。儘管七十年代科學文獻中熱塔的流行率有所下降，但熱塔仍然是一個活躍的研究領域。熱帶氣旋中熱塔的存在與熱帶氣旋增強情況有關。

## 觀察
在五十年代，雷達首次探測到熱塔。空中偵察被用來探測熱塔，但出於安全考慮，飛機避開了熱塔最危險的核心。1997年啟動的熱帶降雨測量任務衛星（TRMM）為系統地編目熱塔和精確評估其全球結構提供了必要的分辦率和覆蓋範圍。在1997年之前，熱塔的小尺寸和短持續時間限制了對熱塔的航空觀測研究，因為微波和紅外綫波長的衛星傳感器的分辨率太粗糙，無法正確解析熱塔內的細節。

## 結構
“熱塔”一詞已應用於快速上升的空氣團和伴隨它們的高大積雨雲。上升空氣區域在水平方向上很小，跨度約為 2-4 公里（1.2-2.5 英里）。它們最大的範圍是在垂直方向，達到 18 公里（11 英里）的高度，並表現出高反射率。熱塔有效稀釋；當它們上升時，周圍的空氣不會與上升的空氣團混合。結果，相當位溫熱塔內在整個垂直範圍內幾乎保持不變。這允許熱量從對流層低層有效地傳輸到平流層。在旋轉區域內形成的熱塔可能具有旋轉上升氣流；這些被稱為渦旋熱塔，與異常垂直渦度的局部區域有關。

## 概念發展

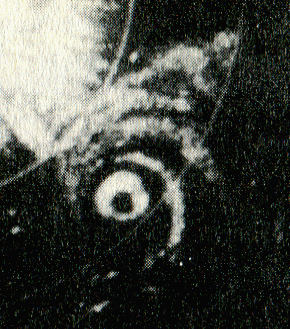
1958 年颶風黛西的空中研究對於驗證熱塔和熱帶氣旋之間的關係至關重要

在 1950 年代之前，人們對驅動大氣哈德里環流圈（一種將熱帶熱量和水分向兩極輸送的空氣循環）的機制知之甚少。最初人們認為，哈德利電池是由赤道附近暖濕空氣的廣泛、瀰漫和逐漸上升的燃料。然而，使用第二次世界大戰的數據計算地球能量收支表明，對流層中部是一個能量不足的區域，這表明哈德利環流的維持不能用空氣的廣泛上升來解釋。熱帶地區在全球氣候系統中的作用和熱帶擾動的發展也知之甚少。1950 年代標誌著熱帶氣象學取得進步的關鍵十年，包括1956 年美國國家颶風研究項目的建立。 1958 年，赫伯特·里爾( Herbert Riehl)和喬安妮·辛普森( Joanne Simpson)提出，熱空氣中凝結引起的潛熱釋放。塔提供維持哈德利細胞和信風所需的能量；他們的假設最初是基於辛普森在伍茲霍爾海洋研究所期間所做的空中觀察。這種機制需要存在不逸入周圍空氣的未稀釋的積雨雲，從而能夠有效地將熱量從海洋表面轉移到對流層上層。如果它們要支持哈德利環流，則需要存在 1,500-2,500 個這樣的雲。研究人員還認為，熱塔有助於保持熱帶氣旋中心的溫暖，熱帶氣旋內潮濕空氣的上升集中在熱塔周圍。Riehl 和 Simpson 在 1958 年的原始論文中概述了熱塔的作用，將這些雲描述為“狹窄的暖塔”，但到 1960 年開始將這一想法稱為“熱塔假設”。對於接下來的兩個幾十年來，熱塔主導了有關積雲與其更大規模熱帶環境之間相互作用的科學討論。

## 對熱帶氣旋影響
渦旋熱塔通過產生許多潛在渦度的小規模正異常來幫助熱帶氣旋形成，這些異常最終合併令熱帶氣旋爆發性增強，2012年強颱風韋森特、2017年超強颱風天鴿、2020年颱風海高斯、2021年颱風查帕卡、2022年颱風暹芭，除了查帕卡以外其他都要令香港及澳門發出或懸掛八號或以上熱帶氣旋警告信號。
2007年，美國國家航空航天局（NASA）假設眼睛和眼牆之間的風切變可以增強通過氣旋中心的上升氣流並產生對流。當氣旋即將加強時，可能會出現熱塔，1998年8月，颶風邦妮在吹襲北卡羅來納州前增強，在雷達中探測到熱塔的出現。